# Is It Over Now?
«Is It Over Now?» (с англ. — «Всё кончено?») — песня американской певицы Тейлор Свифт из её четвёртого перезаписанного альбома 1989. Песня была выпущена 27 октября 2023 года вместе с альбомом. Эта композиция также является пятой из пяти треков «From The Vault» из альбома (и его финальным 21-м треком). Лейбл Republic Records выпустил трек в качестве сингла на американское радио contemporary hit radio с 31 октября 2023 года. Песню написали и спродюсировали сама Тейлор и Джек Антонофф.
В песне «Is It Over Now?» рассказывается о последствиях неудачных отношений и о сложных чувствах, таких как обида и сожаление; многие критики нашли в ней лирические детали, связанные с синглом вышеупомянутого альбома 1989 «Out of the Woods» (2016). В музыкальном плане песня «Is It Over Now?» представляет собой электропоп-балладу, в которой использованы синтезаторы, густая реверберация и эхо ударных машин.
После выхода альбома песня «Is It Over Now?» получила восторженные отзывы музыкальных критиков, многие из которых выделили её среди других композиций, подчеркнув интересную композицию, лирический подход и вокальный каденс, а некоторые сочли её одной из лучших работ Свифт, образцом её песенного мастерства. Песня «Is It Over Now?» достигла первого места в Австралии, Великобритании, Новой Зеландии и Billboard Global 200. В США она возглавила Billboard Hot 100 и стала 11-м чарттоппером Свифт. В результате, сама певица стала первой женщиной с тремя синглами № 1 и тремя альбомами № 1 за один год (последний раз такое было в 1970 году у группы Jackson 5).
Свифт дважды исполнила песню «Is It Over Now?» во время своего Eras Tour, в 2023 и 2024 годах.

## История
Компания Republic Records выпустила четвёртый перезаписанный альбом Свифт 1989 (Taylor’s Version) 27 октября 2023 года, в девятую годовщину выхода её пятого оригинального студийного альбома 1989 (2014). Оригинальный альбом стал первым «официальным поп-альбомом» Свифт после того, как первые четыре альбома она ориентировала на радио в стиле кантри, и изменил её артистизм и имидж с кантри на поп. Как и другие её перезаписанные проекты, 1989 (Taylor’s Version) включает пять вновь записанных композиций «From the Vault» (из хранилища), которые были написаны Свифт, но не вошли в оригинальный трек-лист. «Is It Over Now?» — одна из композиций, написанных Свифт в 2014 году, но исключённых из трек-листа 1989. Для 1989 (Taylor’s Version) она написала и спродюсировала трек вместе с Джеком Антоноффом. Официальное название «Is It Over Now? (Taylor’s Version) (From the Vault)», это 21-й трек, заключительная песня стандартного издания. Она посвящена неудачному роману, сопровождаемому первыми «неловкими этапами» последующих новых отношений.
После выхода песни в 2023 году появились предположения, что в ней говорится об отношениях Свифт с британским певцом Гарри Стайлзом, которые, как утверждается, закончились в январе 2013 году после «обречённого» отпуска на Карибах. Считалось, что Стайлз уже вдохновил Свифт на песни «Style» и «Out of the Woods», вошедшие в альбом 2014 года 1989. Предполагаемые ссылки на отношения включают их первую встречу на церемонии вручения премии Kids’ Choice Awards, первые свидания в апреле 2012 года, которые прерывались из-за романа Стайлза с Эмили Остилли, аварию на снегоходе, произошедшую незадолго до Рождества 2012 года, и неудачную поездку на Британские Виргинские острова.

## Релиз
9 августа 2023 года Свифт объявила о предстоящем выпуске четвёртого перезаписанного альбома 1989 (Taylor’s Version) во время своего последнего из шести концертов на стадионе Соу-Фай Стэдиум в Инглвуде в рамках тура Eras Tour. Дата выхода перезаписанного альбома была назначена на 27 октября 2023 года, ровно через девять лет после выхода оригинального альбома. Она назвала треки «From the Vault» «такими безумными» и заметила: «Не могу поверить, что их вообще оставили». 19 сентября Свифт обнародовала трек-лист, опубликовав в Instagram видео с анимацией. 21 сентября Свифт представила полный трек-лист альбома 1989 (Taylor’s Version), подтвердив, что первым из пяти треков из хранилища будет «Is It Over Now?».
1989 (Taylor’s Version) был выпущен 27 октября 2023 года, 21-м и заключительным треком альбома стала песня «Is It Over Now? (Taylor’s Version) (From the Vault)». Republic Records, рекорд-лейбл Свифт с 2019 года, выпустил песню «Is It Over Now?» в формате contemporary hit radio в США 31 октября в качестве первого американского сингла из альбома.

## Композиция
В песне «Is It Over Now?» рассказывается о последствиях неудачных романтических отношений и о смешанных чувствах, возникающих после них, описывая различные моменты, такие как ошибки, совершённые обеими сторонами, «чувство незавершённого дела», воспоминания и признания. Рассказчица запоминает детали («Красная кровь, белый снег/ Голубое платье на корабле») и цепляется за отношения («Давай перенесемся на 300 кофе на вынос позже/ Я вижу твой профиль и твою улыбку на ничего не подозревающих официантах/ Ты мечтаешь о моих устах, пока они не назвали тебя „лживым предателем“»). Она обвиняет его в измене, выражает своё негодование и злость («Ты ищешь в постели каждой модели что-то большее», «По крайней мере, у меня хватало порядочности держать свои ночи вне поля зрения»), но в какой-то момент признаётся, что тоже изменяла ему. Позднее она признается, что фантазировала о том, чтобы «спрыгнуть с очень высоких предметов», чтобы снова завоевать его внимание. Отношения «один на один с другим» заставляют её задаваться вопросом: «Неужели все кончено?», но в итоге она признаёт, что все закончилось. Строки состоят из внутренних рифм («Я думаю о том, чтобы спрыгнуть с очень высоких предметов/ Только чтобы увидеть, как ты прибежишь/ И скажешь то, чего я так хотела»).
В музыкальном отношении песня «Is It Over Now?» представляет собой пауэр-балладу. Она написана в стиле электропоп с использованием густой реверберации, синтезаторов и эхо-битов драм-машины.
Вокал Свифт следует за «задыхающейся» мелодией, создавая ощущение срочности в сочетании с устойчивыми барабанными ритмами; внутренние рифмы ещё больше подчёркивают эту вокальную подачу.

## Отзывы
В рецензиях на альбом 1989 (Taylor’s Version) песня «Is It Over Now?» удостоилась особых комплиментов со стороны музыкальных критиков. Калли Алгрим из Insider, Эд Пауэр из i и Келси Барнс из The Line of Best Fit назвали её лучшим треком из хранилища. Алгрим отметила риторический и экзистенциальный тон текста, быстрый вокал Свифт — «важный, срочный, как будто он буквально вырывается из неё» — и продюсирование Антоноффа, а также высказала мнение, что текст Свифт о суицидальных мыслях («Я думаю о прыжках с очень высоких зданий») был «настоящим». Пауэр считает песню «духовным продолжением» «I Knew You Were Trouble» (2012). С другой стороны, Джефф Нельсон из People назвал «Is It Over Now?» в музыкальном плане чем-то средним между «Out of the Woods» (2016) и «Labyrinth» (2022). Барнс написал, что песня «действительно является образцом мастерства Свифт в построении повествования — она идеально передаёт суть оригинального 1989 и вплетает её в своего перезаписанного двойника». Критик Rolling Stone Энджи Марточчио также выделила его среди композиций из хранилища 1989 (Taylor’s Version). Также в журнале Rolling Stone Шеффилд назвал трек «[Свифт] величайшим ошеломляющим произведением из хранилища». Издание поместило его под номером 19 среди 100 лучших песен 2023 года.
По мнению Рэйчел Ароэсти из The Guardian, песня «представляет собой колючее и горькое полоскание неверного бывшего в редком электропопе, наполненном эхом ударных и вокальными сэмплами, похожими на инопланетные». По мнению Нила Маккормика, написавшего рецензию для The Daily Telegraph, «Is It Over Now?» — это трек из хранилища, который может конкурировать с оригинальными синглами из 1989. Он отметил, что припев песни «мастерски исполнен», и назвал Свифт «лириком мирового класса» за её умение писать «меткие двустишия, которые никогда не идут в ущерб эмоциональной правде». Алекс Берри из Clash назвал песню одной из самых интроспективных работ Свифт на сегодняшний день, отличающейся «вызывающей и увлекательной» музыкальной постановкой. Редактор Billboard Джейсон Липшутц назвал песню парящим «упражнением в рассказывании историй» с «мгновенно узнаваемыми» персонажами и обстоятельствами. Критик NME Холли Герагти отметила, что песня «жжёт» обидой и признанием в «токсичных импульсах» Свифт.
Шаад Д’Суза из Pitchfork написал, что такие слова, как «Ты мечтаешь о моих устах, пока они не назвали тебя лживым предателем», являются «мгновенным дополнением к уже набравшему силу канону идеальных последних слов Свифт». Людовик Хантер-Тилни в газете Financial Times отметил, что песня «Is It Over Now?» имеет характерные для 1989 тяжёлые ударные и синтезаторы в стиле музыки 1980-х годов, и интерпретировал заключительный текст песни («But no») как указание на то, что «неправильно построенные отношения» в конечном итоге не удались. Адам Уайт из The Independent счёл текст песни «классической мелодрамой Свифт». Алисса Бейли из Elle считает, что в этом треке Свифт была «самой откровенной и самой жестокой», обвиняя героя песни в том, что он «так публично» двигается дальше, и намекая на синее платье, в котором она была, когда рано покинула их совместный отпуск. Лорен Хафф из Entertainment Weekly рассматривает трек как «прямое продолжение» «Out of the Woods», «дающее представление» о «неудачном» романе. Дилан Кикхэм, написавший для Elite Daily, высказал мнение, что Свифт могла быть озадачена «статусом отношений», когда впервые написала трек в 2014 году, но на свой вопрос ответила, что их отношения «определённо закончились».

#### Итоговые списки
| Публикация                  | Список                     | Ранг | Ссылка |
| --------------------------- | -------------------------- | ---- | ------ |
| Billboard                   | The 100 Best Songs of 2023 | 33   | [ 40 ] |
| Business Insider            | The best songs of 2023     | 3    | [ 41 ] |
| Rolling Stone Rob Sheffield | Top 25 Songs of 2023       | 5    | [ 42 ] |
| Rolling Stone               | The 100 Best Songs of 2023 | 19   | [ 36 ] |

### Награды и номинации
| Год  | Награда                  | Категория   | Результат | Ссылка        |
| ---- | ------------------------ | ----------- | --------- | ------------- |
| 2024 | iHeartRadio Music Awards | Best Lyrics | Победа    | [ 43 ] [ 44 ] |

## Коммерческий успех
Песня имела международный успех в хит-парадах, заняв первое место в Billboard Global 200, где стала четвёртым чарттоппером Свифт (рекорд среди женщин).
В Австралии песня «Is It Over Now?» заняла первое место в чарте ARIA Singles Chart, став десятым синглом Свифт номер один в этой стране. В Ирландии песня дебютировала на втором месте Irish Singles Chart. В Великобритании сингл стал третьим чарттоппером Свифт после «Look What You Made Me Do» (2017) и «Anti-Hero» (2022).
В США песня заняла первое место в Billboard Hot 100, став 11-м чарттоппером Свифт (и 49-м хитом в Топ-10) и сместив её же сингл «Cruel Summer». Такая самозамена произошла во второй раз в её карьере. Впервые она стала эстафетной командой из одного человека, когда песня «Blank Space» вытеснила «Shake It Off» с первого места в чарте 29 ноября 2014 года (тогда и сейчас впервые среди женщин, а остальные 13 исполнителей с самозаменами на № 1 были мужчинами или группами). Свифт стала первой в истории исполнительницей, которая в течение одного календарного года получила три песни номер один из разных альбомов. Свифт сравнялась по числу хитов номер один в Hot 100 с Уитни Хьюстон (11) и среди женщин уступает только Мэрайи Кэри (19), Рианне (14) и Мадонне (12). Сингл также дебютирует на первом месте в чарте Streaming Songs, став там восьмым лидером Свифт.
В марте 2024 года сингл «Is It Over Now?» возглавил чарт Pop Airplay, став в нём 13-м чарттоппером, увеличив рекорд Свифт. Вслед за Свифт, Maroon 5, Кэти Перри и Рианна завоевали по 11 первых мест в Pop Airplay. Кроме того, эта песня, вошедшая в альбом Свифт 1989 (Taylor’s Version) на лейбле Republic Records, стала первым треком, возглавившим радиочарт Billboard (по данным более 150 мейнстримных радиостанций top 40) с альбомов серии «Taylor’s Version», среди четырех перезаписанных наборов, которые она выпустила на данный момент. Также сингл возглавил Adult Pop Airplay, став в нём 12-м чарттоппером Свифт.

## Концертные исполнения
Свифт впервые исполнила «Is It Over Now?» 11 ноября 2023 года во время своего акустического выступления в Буэнос-Айресе (Аргентина) в рамках Eras Tour, неожиданно включив в неё бридж из песни основного трек-листа «Out of the Woods (Taylor’s Version)».
Она снова спела эту песню, как часть гитарного мэшапа с треком альбома 1989 «I Wish You Would», на третьем Сиднейском шоу тура «Eras Tour» 25 февраля 2024 года.

## Участники записи
Согласно буклету альбома.
- Тейлор Свифт — вокал, автор, продюсирование
- Джек Антонофф — продюсирование, автор, бэк-вокал, звукорежиссура, синтезатор
- Патрик Бергер — автор, продюсирование, бас, гитара, программирование, синтезатор
- Сербан Генеа — сведение звука,
- Брайс Бордон — инженер по микшированию
- Лаура Сиск — звукозапись
- Дэвид Харт — звукозапись
- Джек Мэннинг — ассистент инженера звукозаписи
- Джон Шер — ассистент инженера звукозаписи
- Меган Серл — ассистент инженера звукозаписи
- Зем Ауду — синтезатор, запись синтезатора
- Майкл Риддлбергер — ударные, запись ударных
- Шон Хатчинсон — ударные, запись ударных
- Эван Смит — саксофон
- Майки Фридом Харт — синтезатор
- Рэнди Меррилл — мастер-инжиниринг

## Чарты
| Чарт (2023—2024)                       | Высшая позиция |
| -------------------------------------- | -------------- |
| Австралия (ARIA)                       | 1              |
| Австрия (Ö3 Austria Top 40)            | 18             |
| Канада (Billboard Canadian Hot 100)    | 1              |
| Канада (Billboard AC)                  | 3              |
| Канада (Billboard Hot AC)              | 4              |
| Канада (Billboard CHR/Top 40)          | 3              |
| Чехия (Singles Digitál Top 100)        | 43             |
| Дания (Tracklisten)                    | 27             |
| Финляндия (Radiosoittolista Airplay)   | 37             |
| Франция (SNEP)                         | 129            |
| Германия (GfK)                         | 51             |
| Мир (Billboard Global 200)             | 1              |
| Венгрия (Single Top 40)                | 38             |
| Ирландия (IRMA)                        | 2              |
| Италия (FIMI)                          | 93             |
| Латвия (LAIPA)                         | 8              |
| Литва (AGATA)                          | 20             |
| Нидерланды (Single Top 100)            | 23             |
| Нидерланды (Tipparade)                 | 7              |
| Новая Зеландия (Recorded Music NZ)     | 1              |
| Норвегия (VG-lista)                    | 11             |
| Португалия (AFP)                       | 16             |
| Словакия (Rádio — Top 100)             | 24             |
| Словакия (Singles Digitál Top 100)     | 38             |
| Испания (PROMUSICAE)                   | 73             |
| Швеция (Sverigetopplistan)             | 15             |
| Швейцария (Schweizer Hitparade)        | 37             |
| Великобритания (OCC UK Singles)        | 1              |
| США (Billboard Hot 100)                | 1              |
| США (Billboard Adult Contemporary)     | 13             |
| США (Billboard Adult Pop Airplay)      | 1              |
| США (Billboard Dance/Mix Show Airplay) | 17             |
| США (Billboard Pop Airplay)            | 1              |

| Чарт (2024)                        | Позиция |
| ---------------------------------- | ------- |
| Канада (Canadian Hot 100)          | 26      |
| Мир Global 200 (Billboard)         | 124     |
| США Billboard Hot 100              | 33      |
| США Adult Contemporary (Billboard) | 22      |
| США Adult Pop Airplay (Billboard)  | 9       |
| США Pop Airplay (Billboard)        | 14      |

## Сертификации
| Регион                                                                      | Сертификация | Продажи |
| --------------------------------------------------------------------------- | ------------ | ------- |
| Австралия (ARIA)                                                            | Платиновый   | 70 000  |
| Бразилия (ABPD)                                                             | Платиновый   | 40 000  |
| Новая Зеландия (RMNZ)                                                       | Платиновый   | 30 000  |
| Великобритания (BPI)                                                        | Золотой      | 400 000 |
| Данные о продажах + прослушиваниях приведены только на основе сертификации. |              |         |

## История релиза
| Регион | Дата            | Формат                 | Лейбл    | Ссылка        |
| ------ | --------------- | ---------------------- | -------- | ------------- |
| США    | 31 октября 2023 | Contemporary hit radio | Republic | [ 18 ] [ 97 ] |

### Комментарии
1. ↑  Стилизовано с подзаголовком «(Taylor’s Version) (From the Vault)»[1]
2. ↑  Сингл «Is It Over Now?» стал 4-м хитом номер один Свифт в чарте Billboard Global 200 после «Cruel Summer», которого он и сместил с вершины, и после двух песен, которые, как и её последняя, дебютировали на первом месте: «Anti-Hero» лидировала в течение четырёх недель, начиная с ноября 2022 года, а «All Too Well (Taylor’s Version)» — в течение недели в ноябре 2021 года[46].
3. ↑  Песня «Is It Over Now?» стала 11-м чарттоппером Свифт в хит-параде Billboard Hot 100: «Cruel Summer» (две недели на № 1, 2023);
«Anti-Hero» (8, 2022-23);
«All Too Well (Taylor’s Version)» (1, 2021);
«Willow» (1, 202);
«Cardigan» (1, 2020);
«Look What You Made Me Do» (3, 2017);
«Bad Blood» (1, 2015);
«Blank Space» (7, 2014-15);
«Shake It Off» (4, 2014);
«We Are Never Ever Getting Back Together» (3, 2012)[50]
4. ↑  Свифт стала восьмой среди всех исполнителей по числу песен номер один в США в хит-параде Billboard Hot 100: The Beatles (20 хитов № 1);
Mariah Carey (19);
Rihanna (14);
Drake (13);
Michael Jackson (13);
Madonna (12);
The Supremes (12);
Whitney Houston (11);
Taylor Swift (11);
Janet Jackson (10);
Stevie Wonder (10)[50]